# François Péron
Pour l’article homonyme, voir François Péron (résistant).
Ne doit pas être confondu avec François Perron.

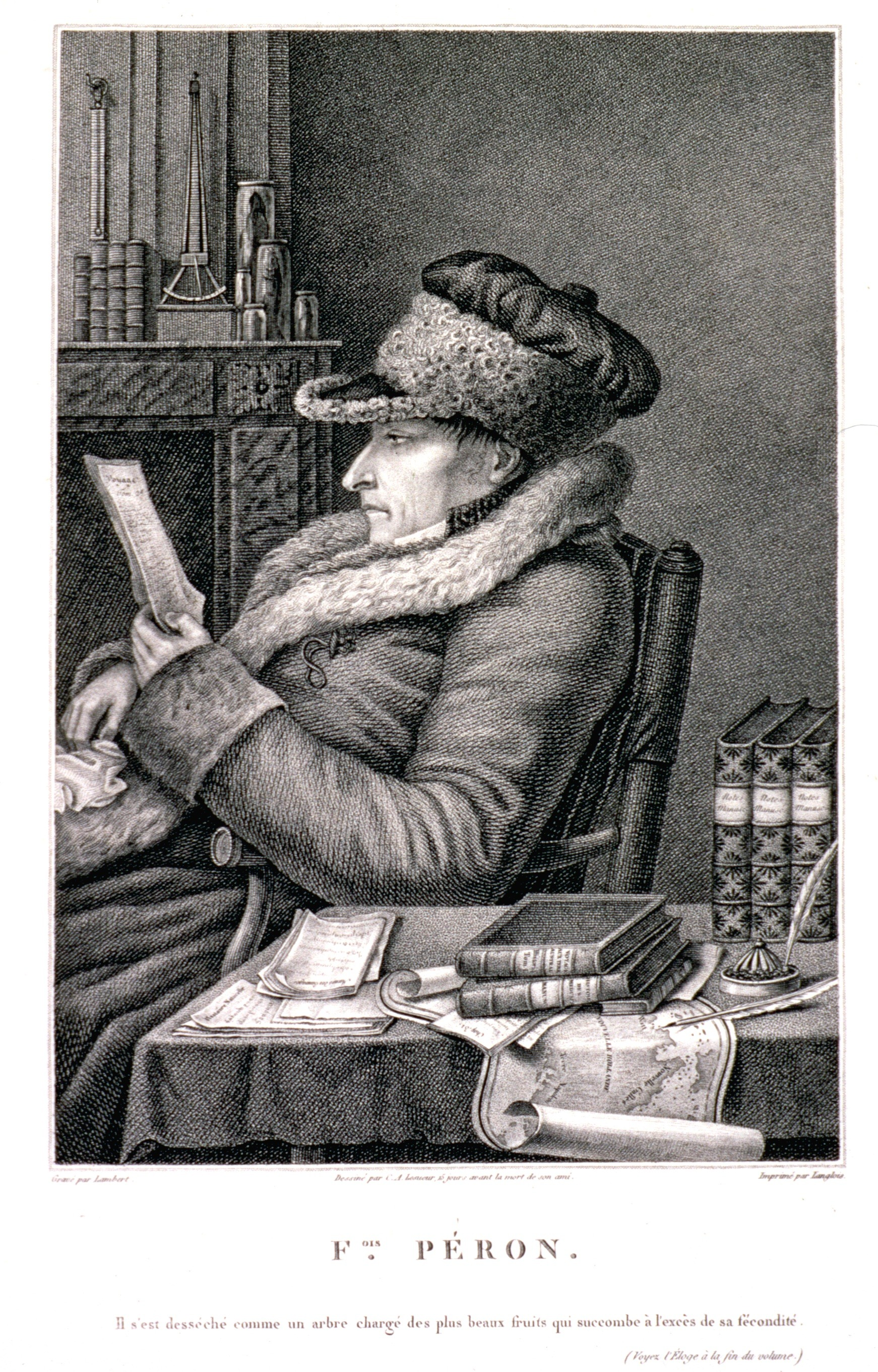
François Péron.

François Auguste Péron est un naturaliste et un explorateur français, né le 22 août 1775 à Cérilly et mort le 14 décembre 1810 dans cette même ville. Scientifique de l'expédition Baudin, il est passé à la postérité pour ses recherches zoologiques à travers le Pacifique.

## Biographie
Il s'engage dans les armées de la République en 1792 et est blessé à Kaiserslautern. Prisonnier à Magdebourg, il se met à étudier l'histoire naturelle.
En 1794, il est réformé à cause de sa blessure (il a perdu l'œil droit). Il commence à étudier la médecine à Paris grâce à une bourse quand un violent chagrin le décide à quitter la France.
Jussieu lui obtient une place de zoologiste dans l'expédition vers les Terres Australes menée par le capitaine Nicolas Baudin (1754-1803) jusqu'en Nouvelle-Hollande à bord des vaisseaux Le Géographe et Le Naturaliste.
Durant ce voyage, il devient l'ami de Jean-Baptiste Bory de Saint-Vincent, qui le présente comme étant doté d'un cœur incomparable dans son Voyage dans les quatre principales îles des mers d'Afrique. Avec Charles-Alexandre Lesueur (1778-1846), également membre de l'expédition, il constitue une immense collection de plus de 100 000 spécimens dont 2 500 d'espèces nouvelles.
Le 14 octobre 1805, il est élu membre correspondant de l'Institut, classe d'anatomie et zoologie.
Il est l'auteur d’Observations sur l'anthropologie (1800), et de certaines parties du Voyage de découvertes aux Terres Australes, pendant les années 1800, 1801, 1802, 1803 et 1804.
Dans son examen post mortem de la Vénus hottentote Saartjie Baartman, Georges Cuvier est amené à démentir la théorie de François Péron, qui était le seul à avoir pu voir les organes génitaux de Saartjie Baartman de son vivant, et qui y avait vu un "organe particulier", spécifique à sa race. Cuvier qualifie à cette occasion son collègue Péron de « naturaliste infatigable ».
Le Francois Peron National Park, situé à Shark Bay sur la côte Ouest de l'Australie, lui doit son nom.
Il meurt de la tuberculose. Il repose au cimetière de Cérilly jusqu'en 1842 ; cette année-là, ses restes sont transférés sous un monument qui lui a été élevé sur la place qui porte son nom, au cœur de la ville.

## Publications
- Voyage de découvertes aux Terres Australes, exécuté par ordre de sa Majesté, l’Empereur et Roi, sur les corvettes le Géographe, le Naturaliste et la goëlette le Casuarina, pendant les années 1800, 1801, 1802, 1803 et 1804, Imprimerie Impériale, 3 vols et atlas, Paris, 1807–17 ; vol. I, Historique, 1807 ; vol. II, Historique [complété par L. de Freycinet], 1816 ; vol. III, Navigation et géographie [par L. de Freycinet], 1815 ; Atlas historique [par C. A. Leseur & N. Petit], 1817.
- A Voyage of Discovery to the Southern Hemisphere Performed by Order of the Emperor Napoleon, During the Years 1801, 1802, 1803, and 1804, printed for Richard Phillips, Bridge Street, Blackfriars, by B. McMillan, Bow Street, Covent Garden, Londres, 1809.
- Avec L. de Freycinet, Voyage de découvertes aux Terres Australes, fait par ordre du gouvernement, sur les corvettes le Géographe, le Naturaliste et la goëlette le Casuarina, pendant les années 1800, 1801, 1802, 1803 et 1804, 4 vol. et atlas, Paris, 1824.
- Discours préliminaire d’un travail sur les Méduses, Procès-verbaux des séances de l’Académie, Classe des Sciences physiques et mathématiques, tome IV, séances du 21 novembre 1808, 28 novembre 1808 et 19 décembre 1808, p. 136, 140, 147.
- Inventaire général de tous les objets relatifs à l’histoire de l’homme recueillis pendant le cours de l’expédition ou remis à M. Péron, naturaliste zoologiste du Gouvernement dans cette expédition, et présentés par M. Geoffroy et lui à Sa Majesté l’Impératrice Joséphine le 9 prairial an XII (29 mai 1804) in J. Copans, J. Jamin (eds), Aux origines de l’anthropologie française: Les Mémoires de la Société des Observateurs de l’Homme en l’an VIII, Le Sycomore, Paris, 1978, p. 195–203.
- Mémoire sur le nouveau genre Pyrosoma, Annales du Muséum national d’Histoire naturelle, tome 4, an XII (1804), p. 437–46, planche 72.
- Mémoire sur les établissements anglais à la Nouvelle Hollande, à la Terre de Diemen et dans les archipels du grand océan Pacifique, présentation, édition et notes de Roger Martin, transcription du manuscrit avec le concours de Jacqueline Bonnemains, préface de Joël Eymeret, Revue de l’Institut Napoléon no 176, 1998, I, p. 1–187.
- Mémoire sur quelques faits zoologiques applicables à la théorie du globe, lu à la Classe des Sciences physiques et mathématiques de l’Institut national (Séance du 30 vendémiaire an XIII), Journal de physique, de chimie, d’histoire naturelle et des arts, vol. 59, 1804, p. 463–480, planches I, II.
- Notice d’un mémoire sur les animaux observés pendant la traversée de Timor au Cap Sud de la Terre de Van Diemen, Bulletin des sciences de la Société philomatique, no XI, 8e année, tome III, no 95, pluviôse an 13 (décembre 1804–janvier 1805), p. 269–270.
- Notice sur quelques applications utiles des observations météorologiques à l’hygiène navale, Journal de physique, de chimie, d’histoire naturelle et des arts, vol. 67, 1808, p. 29–43.
- Observations sur la dyssenterie des pays chauds et sur l’usage du bétel, Journal de physique, de chimie, d’histoire naturelle et des arts, vol. 59, 1804, p. 290–299.
- Réponse de M. Péron, naturaliste de l’expédition de découvertes aux Terres Australes aux observations critiques de M. Dumont sur le tablier des femmes Hottentotes, Journal de physique, de chimie et d’histoire naturelle, tome LXI, 1805, p. 210–217.
- Sur la température de la mer soit à sa surface, soit à diverses profondeurs, Annales du Muséum national d’histoire naturelle, tome 5, an XIII (1804), p. 123–148
- Avec C.-A. Lesueur, Observations sur le tablier des femmes Hottentotes, avec une note sur l’expédition française aux Terres Australes, et une étude critique sur la stéatopygie et le tablier des femmes Boschimanes, par le Dr Raphaël Blanchard, Bulletin de la Société zoologique de France, vol. 8, 1883, p. 15–33.
- Des caractères génériques et spécifiques de toutes les espèces de Méduses connues jusqu’à ce jour, Annales du Muséum national d’histoire naturelle, tome 14, 1809, p. 325–366.
- Histoire de la famille des Molluques Ptéropodes, Annales du Muséum national d’histoire naturelle, tome 15, 1810, p. 57–69, 2 planches.
- Histoire du genre Firole: Firola, Annales du Muséum national d’histoire naturelle, tome 15, 1810, p. 76–82.
- Histoire générale et particulière de tous les animaux qui composent la famille des Méduses, Annales du Muséum national d’histoire naturelle, tome 14, 1809, p. 218–228.
- La conservation des diverses espèces d’animation dans l’alcool, Journal de physique de chimie, d’histoire naturelle et des arts, vol. 71, octobre 1810, p. 265–288.
- Notice sur l’habitation des animaux marins, Annales du Muséum national d’histoire naturelle, tome 15, 1810, p. 287–292.
- Notice sur l’habitation des phoques, Annales du Muséum national d’histoire naturelle, tome 15, 1810, p. 293–300.
- Sur les Méduses du genre Equorée, Annales du Muséum national d’Histoire naturelle, tome 15, 1810, p. 41–56.
- Tableau des caractères génériques et spécifiques de toutes les espèces de Méduses connues jusqu’à ce jour, Annales du Muséum national d’histoire naturelle, tome 14, 1809 [1810], p. 325–366.